# 林寶玉
林寶玉（英語：Connie Lam，1990年4月18日—），香港女藝人，前亞洲心動娛樂(AMM)藝人經理，旗下藝人包括薛影儀。

## 簡歷
林寶玉在2008年參選工展小姐選舉奪得亞軍而入行，參與模特兒工作，2009年為無綫電視遊戲節目《美女廚房》參賽者 。

## 參演劇集
以特約演員身份客串無綫劇集，包括《智能愛人》、《金宵大廈》、《愛·回家之開心速遞》

## 參演電影
- 《撲克王》

## 獎項
- 亞洲小姐競選2020年香港區決賽 一 網絡人氣獎

## 外部連結
- 林寶玉的Instagram帳戶
- 林寶玉在香港影庫上的簡介